# Gusa Jamat
Koordinaten: 12° 47′ N, 25° 55′ O
Gusa Jamat ist ein Dorf in der Region Darfur im Südwesten Sudans, etwa 100 Kilometer südöstlich von al-Faschir, der Hauptstadt des Bundesstaates Schamal Darfur (Nord-Darfur).
Der Ort ist auf einem Plateau gelegen und – wie andere Dörfer in der Umgebung – in der Regenzeit reichlich mit Wasser versorgt.
Inmitten des andauernden Darfur-Konflikts ist es in Gusa Jamat und Umgebung (wo etwa 10.000 Menschen leben) weitgehend ruhig geblieben, da das Dorf seine eigene Miliz unterhält, welche sowohl Rebellen als auch Regierungstruppen fernhält. Über ein Netzwerk können sich die beteiligten Dörfer bei Gefahr gegenseitig warnen. Der Dorfmiliz gehören neben Angehörigen schwarzafrikanischer Bauernvölker auch einige „arabische“ Viehzüchter an.
Darüber hinaus betreibt Gusa Jamat, während Darfur zusehends von auswärtiger Hilfe abhängig ist, seinen eigenen Gesundheitsposten.